# Davos Platz–Filisur-vasútvonal
A Davos Platz–Filisur-vasútvonal a svájci RhB vasúttársaság egyik vasútvonala, mely 1909 óta Davos fürdővárost köti össze Filisurral. Filisurnál a vasútvonal csatlakozik az Albulabahnhoz, melyen tovább lehet utazni St. Moritz vagy Thusis felé. Davostól a vonal folytatása a Landquart–Davos Platz-vasútvonal Landquart felé.
A 19,3 km hosszúságú, 1000 mm-es nyomtávolságú egyvágányú vasútvonal 1909-ben nyílt meg. Összesen 14 alagút, 4200 méter hosszan és 28 híd található rajta. 1919-ben 11 kV 16,7 Hz váltakozó árammal villamosították.

## Az útvonal
A vonal Davos Platz állomásról indul, és először Davos déli részén halad keresztül. A vonal először egy hídon keresztezi a Landwasser folyót a Davos Platz előtt. Röviddel később elhalad a hulladéklerakóhoz vezető iparvágány mellett, majd valamivel később Islen egykori megállóhelye mellett, mielőtt a vonal dél felé haladna egy hosszú egyenes szakaszon a folyó mellett. Frauenkirch állomás előtt egy mellékvágány ágazik le a kavicsgyárhoz, majd a vonal egy újabb hídon átvált a folyó nyugati oldalára.
A vonal Glaris közelében egy másik hídon ismét keresztezi a Landwassert, és nem sokkal később keresztezi a Landwasserstrassét. Glaris állomás után a völgy egyre szűkebbé válik, és a vonal nem sokkal Davos Monstein után eléri a vad Zügenschluchtot (szurdokot), amelyen különböző alagutak és hidak segítségével halad át.
A Wiesen állomás messze a falu alatt van, amelyről elnevezték. Közvetlenül az állomás után a vonal a 210 m hosszú és 89 m magas Wiesen-viadukton halad át, amely az RhB legnagyobb kőhídja. A vonal ezután a fennmaradó szakaszon átkel a mély Landwasser-szurdok felett egy lejtőn Filisur állomásig
Davos Platz és Filisur között összesen 14 alagúton, összesen 4200 méter hosszúságban és 28 hídon halad át, ami a vonalat műszakilag rendkívül érdekessé teszi, nem utolsósorban a híres Wiesen-viadukt miatt.
Közvetlenül a Wiesen-viaduktól délre a pálya szélén egy Hipp-fordulókorong (Wendescheibe) [pontosabban?] is található, amelyet azonban már nem használnak vasúti jelzőként a vasúti forgalomban.
Egy 2008-ban indított parlamenti kezdeményezés, amely e vonalnak az Arosa-vasúttal való összekötésére irányult, a Grisons kormány jelenleg a szűkös pénzügyi forrásokra való tekintettel nem tekinti prioritásnak.

## Az állomásépületek
Az állomásépületek stílusa nagyrészt egységes. Ezek minden esetben kétszintes, sötétbarna faépületek, az északi oldalra integrált áruraktárakkal, ahol a vágányokkal párhuzamosan futó tetőgerinc általában kissé túlnyúlik a nyeregtetőn az épület végein. Szintén jellegzetes a gyakran virágládákkal díszített erkély a kiszolgálóhelyiségek felett, az épület rövid oldalán, a nyújtott tető alatt. A másik oldalon található árurakodó rámpát szintén egy oldalirányban meghosszabbított tető védi az időjárás viszontagságaitól az áruszállító raktár területén. Az emeleti ablakokat zöld zsalugáterek keretezik.
Ettől az egységes kialakítástól némileg eltér Davos Monstein állomásépülete, amelyhez nem csatlakozik teheráru-raktár, és ezért lényegesen kisebb, szinte téglalap alakú. Ráadásul itt a nyeregtető a sínek felé néz, így a vonal többi bejárati épületéhez képest 90 fokkal el van forgatva. Ennek ellenére ez is sötét faszínű, a jellegzetes zöld zsalugáterekkel kombinálva.
Frauenkirch, Monstein és Wiesen állomásépületei a vágányoktól nyugatra, a Glaris állomásépület azonban keletre található.
A köztes állomásokon már nem tartózkodik vonatszemélyzet, de a földszinti várótermek napközben még mindig az utasok rendelkezésére áll.
A Davos Islen megállóhelyen, amelyen már nincs forgalmi szolgálat, van egy sokkal egyszerűbb, lapos tetejű, máshol nem használt menedékház.

## Vasúti üzemeltetés
Az útvonalat főként a Regio vonatok szolgálják ki rendszeres időközönként. Óránként 6:05 és 21:30 között közlekednek, a Regio-járatok menetideje mindkét irányban körülbelül 25 perc. Motorkocsikat vagy ingavonatokat használnak, amely kiküszöböli a mozdony végállomáson való körüljárását, és a Filisurban történő rövid forduló miatt a Regio vonatok általában nem keresztezik egymás útját a vonal közbenső állomásain. Ge 4/4 iii 641-652-es pályaszámú mozdonyokat és Abe 8/12 3501-3515-ös pályaszámú szerelvényeket használnak.
Ezen kívül az RhB szezonális átmenő vonatokat is kínál, amelyek Davosból Filisuron, az Albula-vasúton és a Bernina-vasúton keresztül az olaszországi Tiranóba közlekednek. A 2019-es menetrendben szerepelt egy Bernina Express reggel Tiranóba és délután Tiranóból, amelyek Davos Wiesenben 10:09-kor és Davos Glarisban 18:39-kor keresztez a Regio járattal.
Ezen kívül a vonalon alkalmanként teherforgalom is zajlik. A vonal mentén a Davos Islen-i hulladéklerakóhoz, valamint a Davos Frauenkirch-i kavicsműhöz és a fegyverraktárhoz teherforgalmi iparvágányok vezetnek.

## Galéria

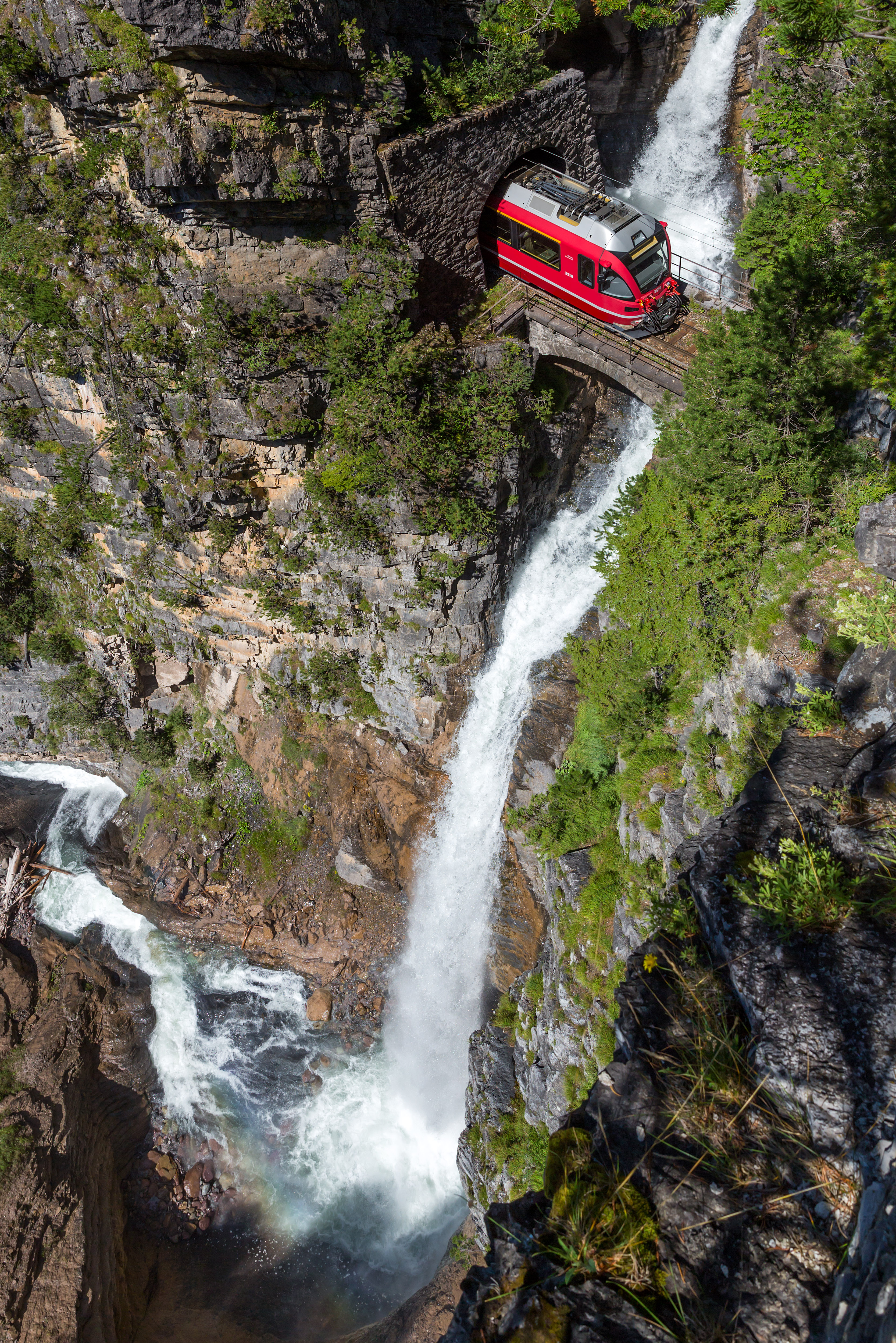
Egy Allegra motorvonat a vasútvonalon
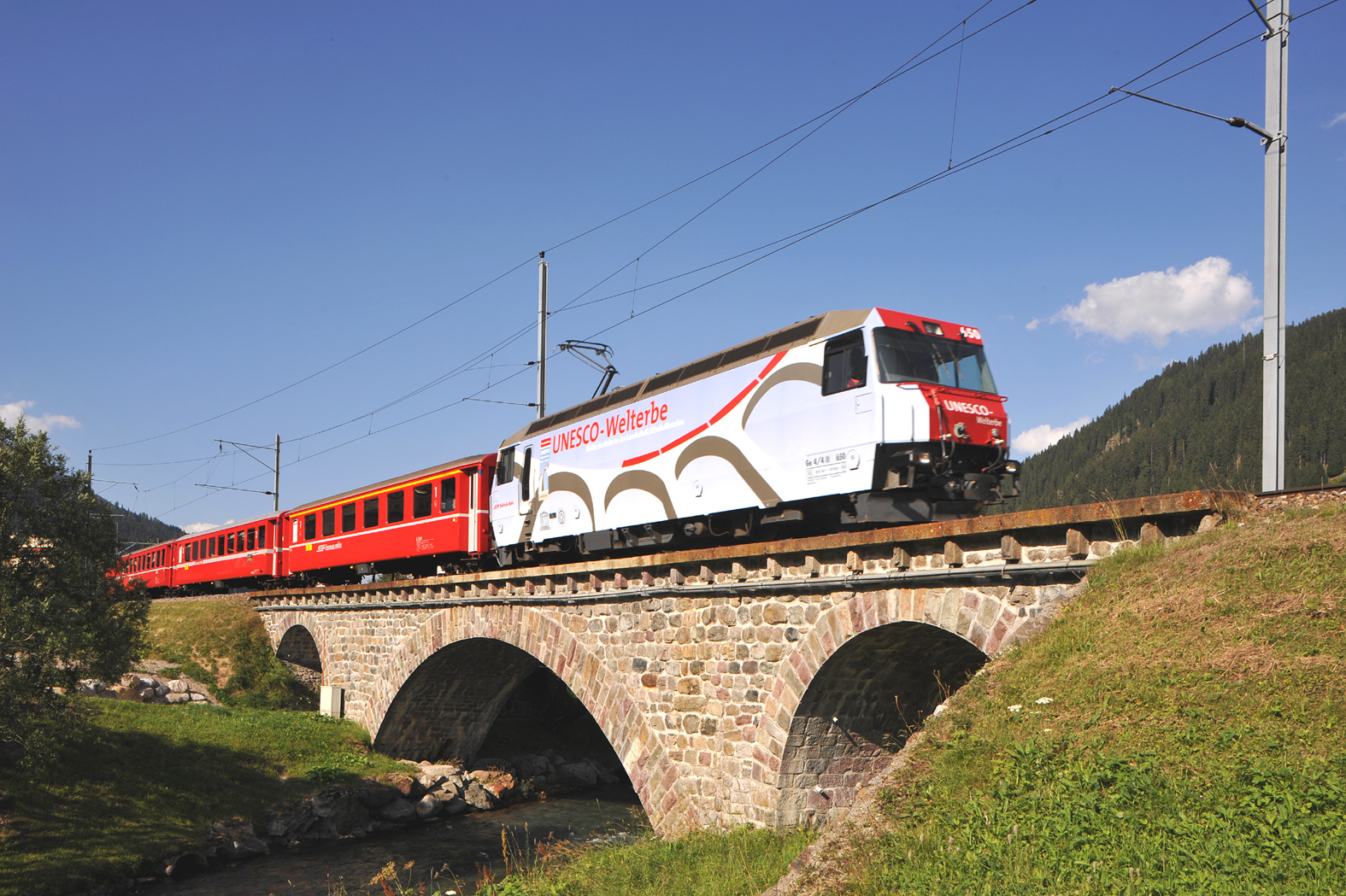
Landwasser-Brücke Davos Platz-tól délre
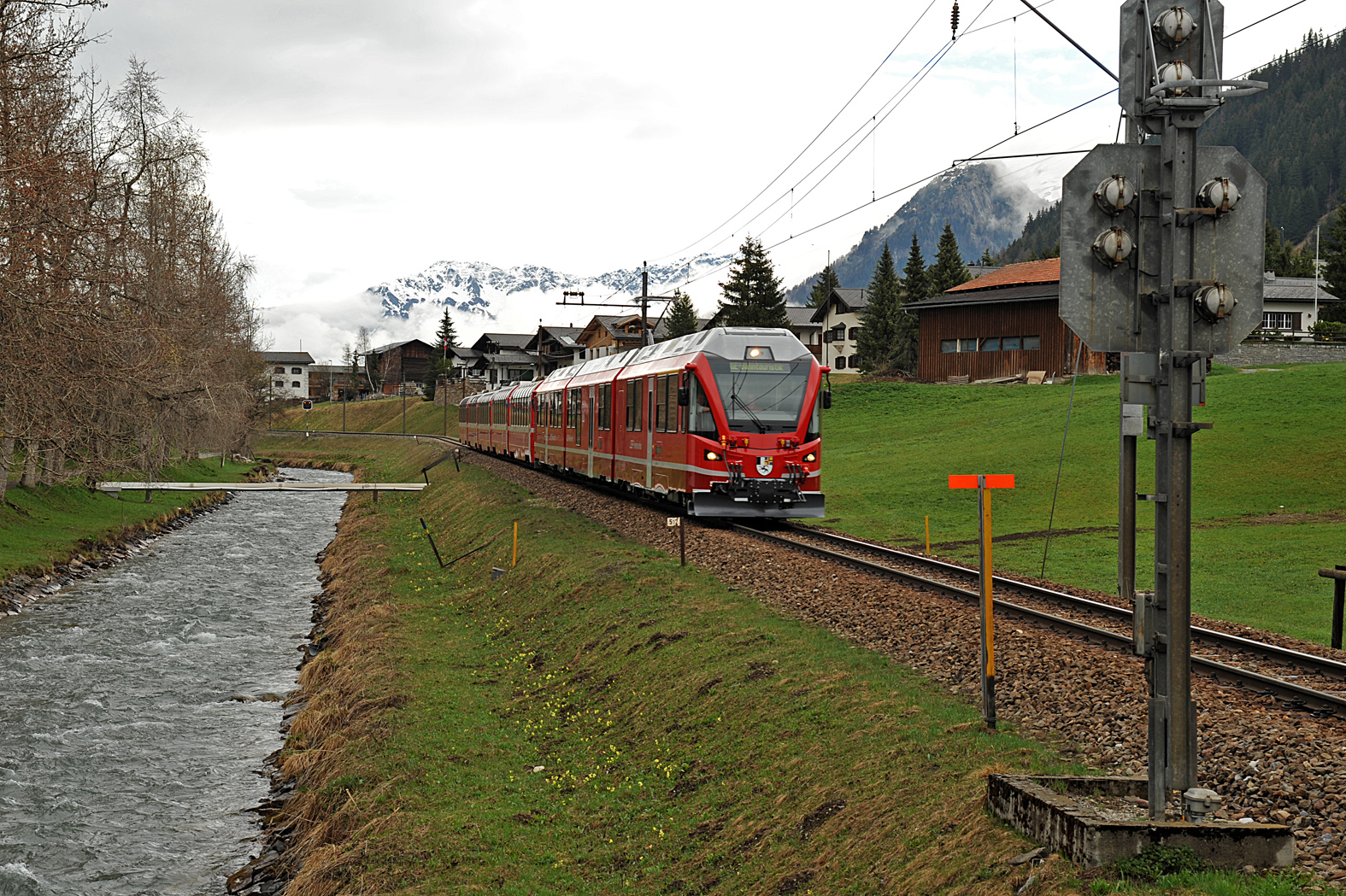
ABe 8-12, Davos Clavadelerstrasse
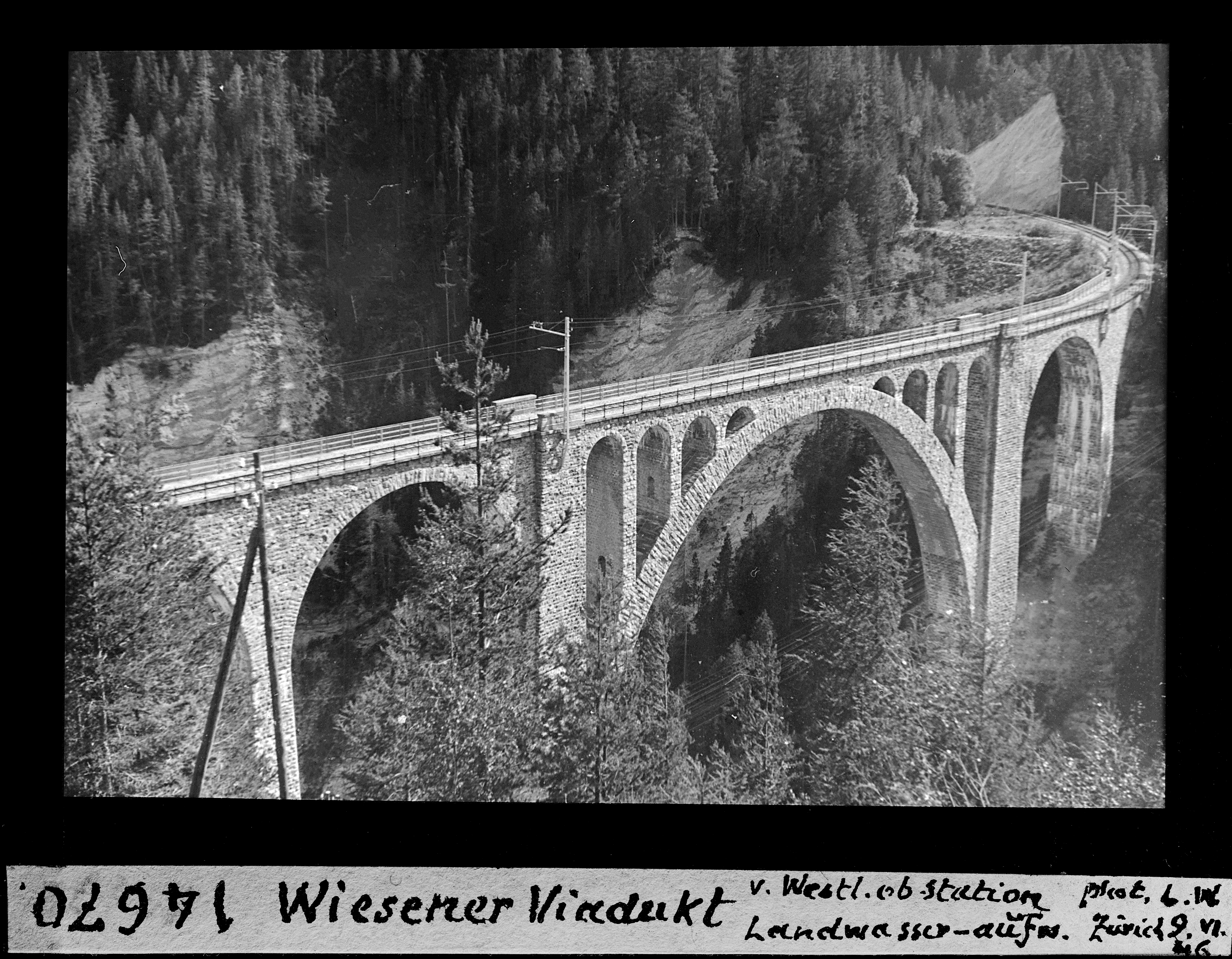
Wiesen Viadukt ETH-BIB (1946)
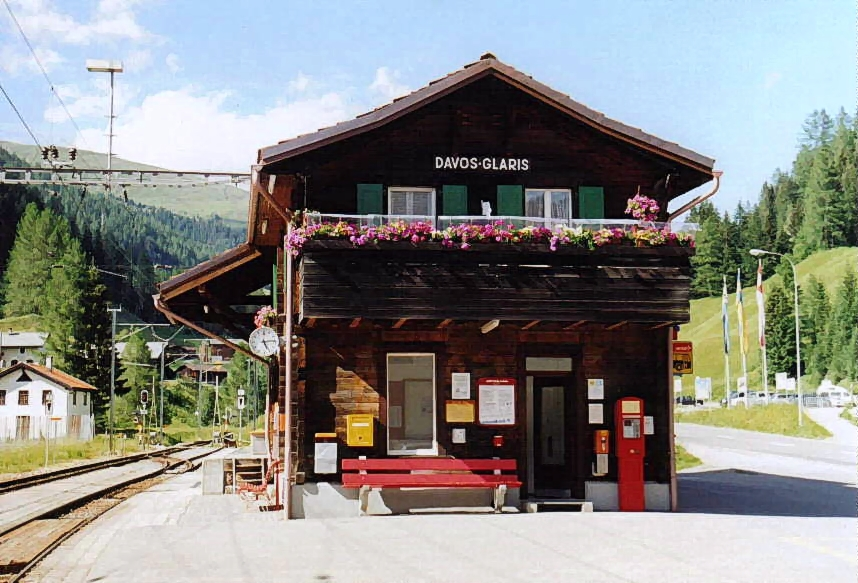
Davos Glaris állomás
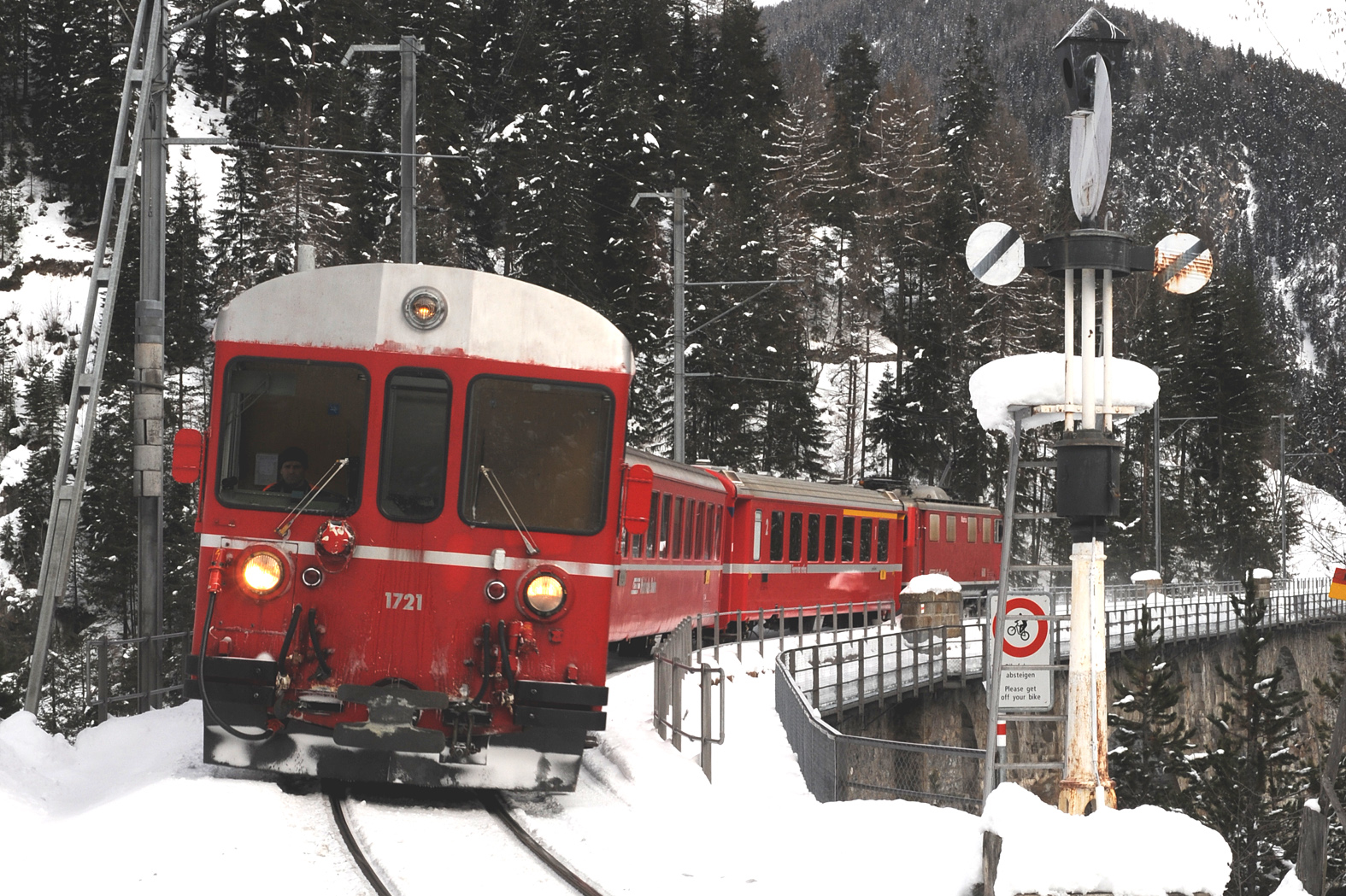
Egy Filisur felé tartó ingavonat halad el a Hipp-fordulókorong mellett a Wiesen-viaduktnál 2008-ban